# Pachamama

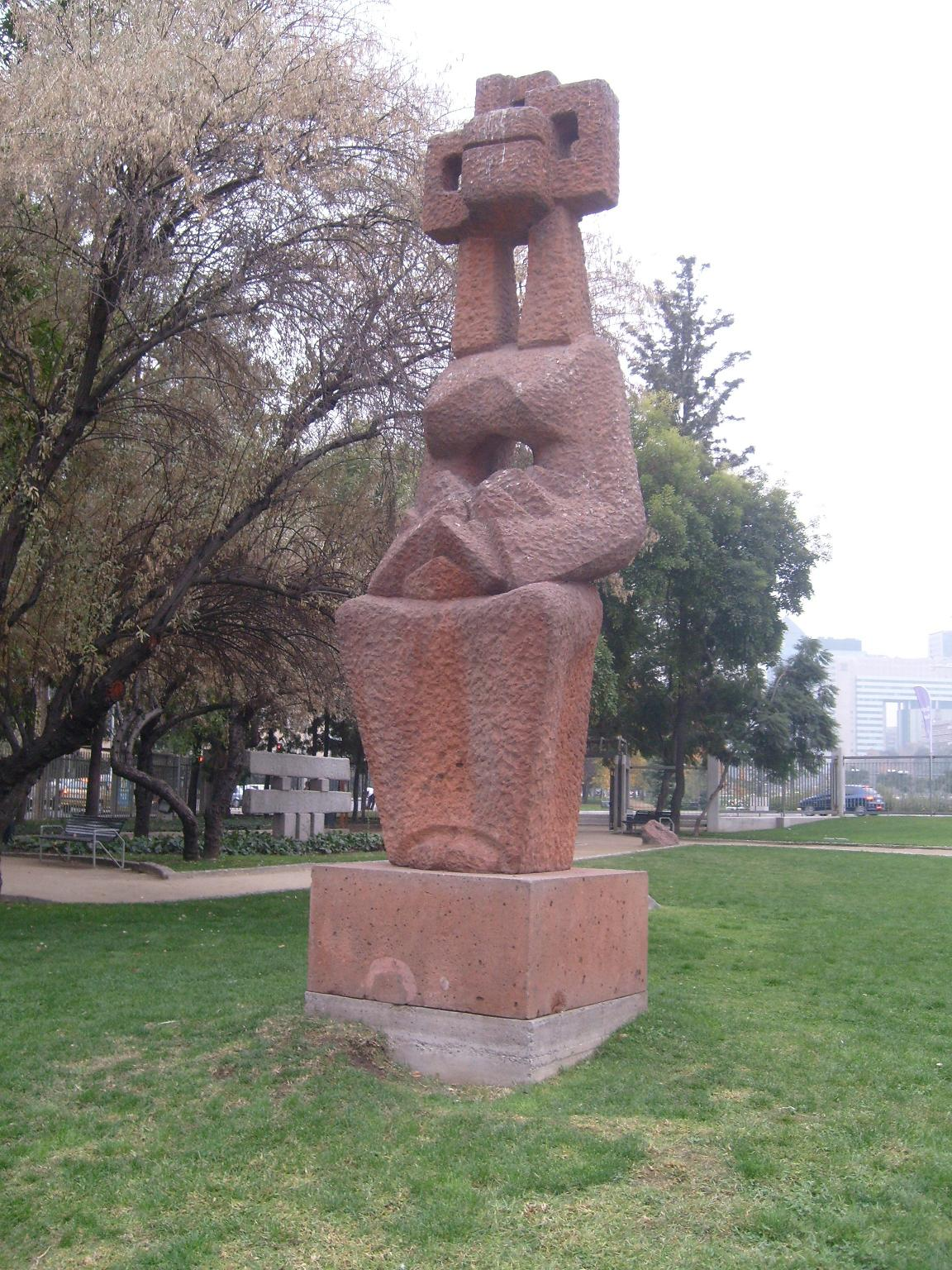
Pachamama

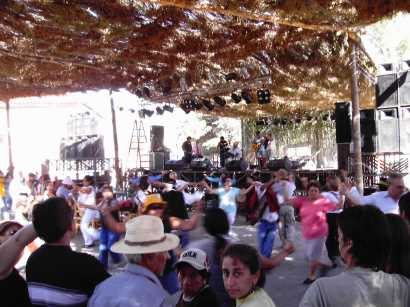
Festiviteiten voor Pachamama

Pachamama (van het quechua pacha: aarde en mama: moeder, dus letterlijk vertaald "Moeder Aarde") is de belangrijkste godheid voor de inheemse bevolking van de centrale Andes van Zuid-Amerika.

## Beschrijving

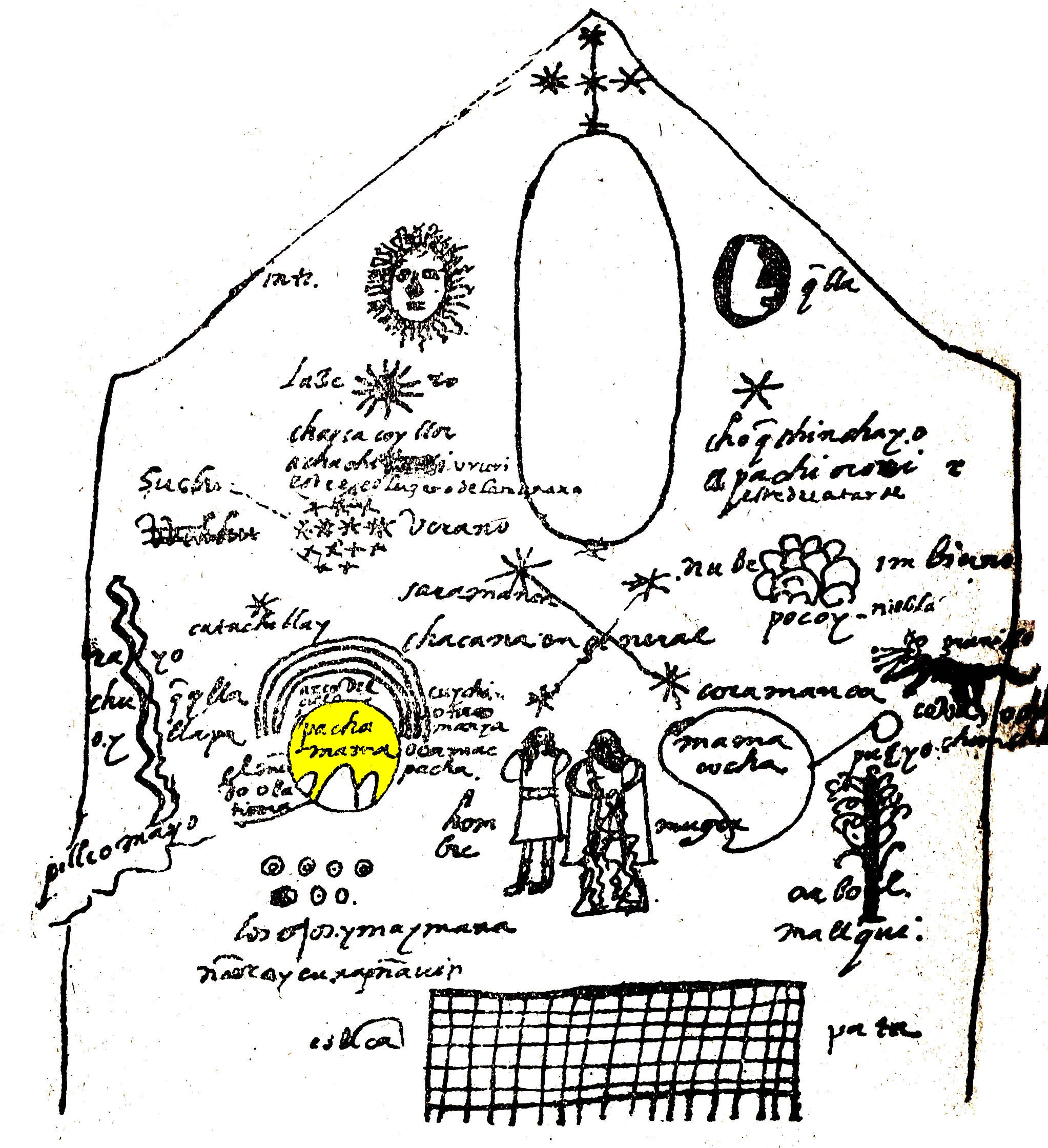
Pachamama in de kosmologie van Juan de Santa Cruz Pachacuti Yamqui Salcamayhua (1613), achter een afbeelding in de zonnetempel Qurikancha in Cusco.

Pachamama wordt omschreven als "ze is de Aarde in een diepe zin, bovennatuurlijk; ze is dat van hieronder, maar niet de grond of de geologische aarde, evenmin de christelijke hemel, ze is de kosmografische hemel. Pachamama is alles, ze verklaart alles.
Pachamama is geen eigenlijke scheppende, wel een beschermende godheid; ze beschermt de mens, ze maakt het leven mogelijk en begunstigt de vruchtbaarheid. In ruil voor deze hulp en bescherming is de priester van de Puna Meridional verplicht een deel van wat hij ontvangt aan Pachamama te offeren".

## Geschiedenis van haar verering
De Quechua- en de Tiwanaku-cultuur van de Andesregio brachten offers om haar te eren, ze offerden camelidae. Onder meer gaven ze cocabladeren, zeeschelpen en boven alles de foetus van lamas, volgens hun geloof om de grond te bevruchten.
Met de komst van de Spanjaarden en de vervolging van het - plaatselijk variërende - geloof werd Pachamama dikwijls aanbeden als was ze de maagd Maria.